# Férfi 400 méteres gátfutás a 2024. évi nyári olimpiai játékokon
A 2024. évi nyári olimpiai játékokon az atlétika férfi 400 méteres gátfutás versenyszámának futamait augusztus 5. és augusztus 9. között rendezték a párizsi Stade de France-ban. Az aranyérmet az amerikai Rai Benjamin nyerte a címvédő Karsten Warholm előtt.
Ez a versenyszám 28. alkalommal szerepelt az olimpiai programban.

## Rekordok
A versenyt megelőzően a következő rekordok voltak érvényben:
| Világrekord                  | Karsten Warholm (NOR) | 45,94 | Tokió, Japán               | 2021. augusztus 3. |
| Olimpiai rekord              | Karsten Warholm (NOR) | 45,94 | Tokió, Japán               | 2021. augusztus 3. |
| Világ legjobb idei eredménye | Rai Benjamin (USA)    | 46,46 | Eugene, Egyesült Királyság | 2024. június 30.   |

A versenyen új rekord nem született.

## Eredmények
Az időeredmények másodpercben értendők. A rövidítések jelentése a következő:
| - OR: olimpiai rekord - NR: országos rekord - PB: egyéni legjobb eredménye | - SB: 2024-ben az addigi legjobb eredménye - DNS: nem indult a futamon - DNF: nem ért célba |

### Előfutamok
Minden előfutam első három helyezettje automatikusan az elődöntőbe jutott. Az összesített eredmények alapján további három versenyző jutott az elődöntőbe. A többiek a vigaszágon folytathatták a versenyzést.
1. előfutam
| H  | Pálya | Név             | Nemzet               | E     | Mj |
| -- | ----- | --------------- | -------------------- | ----- | -- |
| 1. | 7     | Rai Benjamin    | Egyesült Államok     | 48,82 | Q  |
| 2. | 6     | Jaheel Hyde     | Jamaica              | 49,08 | Q  |
| 3. | 2     | Kyron McMaster  | Brit Virgin-szigetek | 49,24 | Q  |
| 4. | 4     | Carl Bengtström | Svédország           | 49,34 |    |
| 5. | 5     | Bassem Hemeida  | Katar                | 49,82 | SB |
| 6. | 8     | Ogava Daiki     | Japán                | 50,21 |    |
| 7. | 3     | Matic Ian Guček | Szlovénia            | 50,30 |    |

2. előfutam
| H  | Pálya | Név                      | Nemzet                | E     | Mj    |
| -- | ----- | ------------------------ | --------------------- | ----- | ----- |
| 1. | 5     | Karsten Warholm          | Norvégia              | 47,57 | Q     |
| 2. | 9     | Clément Ducos            | Franciaország         | 47,69 | Q, PB |
| 3. | 7     | Abderrahman Samba        | Katar                 | 48,35 | Q     |
| 4. | 8     | Yeral Nuñez              | Dominikai Köztársaság | 48,67 |       |
| 5. | 4     | Trevor Bassitt           | Egyesült Államok      | 49,38 |       |
| 6. | 2     | Vít Müller               | Csehország            | 49,44 |       |
| 7. | 6     | Oskar Edlund             | Svédország            | 49,74 |       |
| 8. | 3     | Hszie Cse-jü (Xie Zhiyu) | Kína                  | 49,90 |       |

3. előfutam
| H  | Pálya | Név               | Nemzet           | E     | Mj |
| -- | ----- | ----------------- | ---------------- | ----- | -- |
| 1. | 5     | Rasmus Mägi       | Észtország       | 48,62 | Q  |
| 2. | 6     | CJ Allen          | Egyesült Államok | 48,64 | Q  |
| 3. | 2     | Alison dos Santos | Brazília         | 48,75 | Q  |
| 4. | 9     | Emil Agyekum      | Németország      | 49,38 |    |
| 5. | 3     | Victor Ntweng     | Botswana         | 49,59 |    |
| 6. | 8     | Julien Bonvin     | Svájc            | 49,82 |    |
| 7. | 7     | Cucue Kaito       | Japán            | 50,50 |    |
| 8. | 4     | Yasmani Copello   | Törökország      | 50,72 |    |

4. előfutam
| H  | Pálya | Név                  | Nemzet        | E     | Mj    |
| -- | ----- | -------------------- | ------------- | ----- | ----- |
| 1. | 8     | Roshawn Clarke       | Jamaica       | 48,17 | Q     |
| 2. | 3     | Ezekiel Nathaniel    | Nigéria       | 48,38 | Q     |
| 3. | 7     | Wilfried Happio      | Franciaország | 48,42 | Q     |
| 4. | 4     | Alessandro Sibilio   | Olaszország   | 48,43 | q     |
| 5. | 5     | Wiseman Were Mukhobe | Kenya         | 48,58 | q     |
| 6. | 9     | Nick Smidt           | Hollandia     | 48,64 | q, SB |
| 7. | 6     | Gerald Drummond      | Costa Rica    | 48,80 |       |
| 8. | 2     | Constantin Preis     | Németország   | 49,99 |       |

5. előfutam
| H  | Pálya | Név                  | Nemzet         | E     | Mj    |
| -- | ----- | -------------------- | -------------- | ----- | ----- |
| 1. | 2     | Malik James-King     | Jamaica        | 48,21 | Q     |
| 2. | 6     | Matheus Lima         | Brazília       | 48,90 | Q, SB |
| 3. | 9     | Alastair Chalmers    | Nagy-Britannia | 48,98 | Q     |
| 4. | 7     | Joshua Abuaku        | Németország    | 49,00 |       |
| 5. | 3     | Berke Akçam          | Törökország    | 49,48 |       |
| 6. | 4     | Tojoda Ken           | Japán          | 53,62 |       |
|    | 8     | Ismail Doudai Abakar | Katar          | DNF   |       |
|    | 5     | Peng Ming-yang       | Tajvan         | DNF   |       |

### Vigaszág
1. futam
| H  | Pálya | Név             | Nemzet           | E     | Mj |
| -- | ----- | --------------- | ---------------- | ----- | -- |
| 1. | 6     | Trevor Bassitt  | Egyesült Államok | 48,64 | Q  |
| 2. | 4     | Emil Agyekum    | Németország      | 48,67 | Q  |
| 3. | 7     | Vít Müller      | Csehország       | 48,96 |    |
| 4. | 8     | Oskar Edlund    | Svédország       | 48,99 |    |
| 5. | 3     | Ogava Daiki     | Japán            | 49,25 |    |
| 6. | 2     | Bassem Hemeida  | Katar            | 49,64 | SB |
|    | 5     | Yasmani Copello | Törökország      | DNS   |    |

2. futam
| H  | Pálya | Név              | Nemzet      | E     | Mj |
| -- | ----- | ---------------- | ----------- | ----- | -- |
| 1. | 8     | Carl Bengtström  | Svédország  | 48,63 | Q  |
| 2. | 4     | Gerald Drummond  | Costa Rica  | 48,78 | Q  |
| 3. | 5     | Victor Ntweng    | Botswana    | 48,88 |    |
| 4. | 7     | Matic Ian Guček  | Szlovénia   | 49,06 |    |
| 5. | 3     | Constantin Preis | Németország | 51,02 |    |
|    | 3     | Cucue Kaito      | Japán       | DNS   |    |

3. futam
| H  | Pálya | Név                      | Nemzet                | E     | Mj    |
| -- | ----- | ------------------------ | --------------------- | ----- | ----- |
| 1. | 5     | Berke Akçam              | Törökország           | 48,72 | Q     |
| 2. | 6     | Joshua Abuaku            | Németország           | 48,87 | Q, SB |
| 3. | 3     | Julien Bonvin            | Svájc                 | 49,08 |       |
| 4. | 8     | Hszie Cse-jü (Xie Zhiyu) | Kína                  | 49,59 |       |
| 5. | 7     | Yeral Nuñez              | Dominikai Köztársaság | 53,68 |       |
|    | 4     | Tojoda Ken               | Japán                 | DNS   |       |

### Elődöntő
1. elődöntő
| H  | Pálya | Név               | Nemzet           | E     | Mj |
| -- | ----- | ----------------- | ---------------- | ----- | -- |
| 1. | 7     | Karsten Warholm   | Norvégia         | 47,67 | Q  |
| 2. | 6     | Clément Ducos     | Franciaország    | 47,85 | Q  |
| 3. | 9     | Alison dos Santos | Brazília         | 47,95 | q  |
| 4. | 2     | Trevor Bassitt    | Egyesült Államok | 48,29 |    |
| 5. | 5     | Ezekiel Nathaniel | Nigéria          | 48,65 |    |
| 6. | 4     | Nick Smidt        | Hollandia        | 49,61 |    |
| 7. | 8     | Jaheel Hyde       | Jamaica          | 50,03 |    |
| 8. | 3     | Joshua Abuaku     | Németország      | 50,19 |    |

2. elődöntő
| H  | Pálya | Név                | Nemzet               | E     | Mj |
| -- | ----- | ------------------ | -------------------- | ----- | -- |
| 1. | 4     | Kyron McMaster     | Brit Virgin-szigetek | 48,15 | Q  |
| 2. | 7     | Rasmus Mägi        | Észtország           | 48,16 | Q  |
| 3. | 5     | Abderrahman Samba  | Katar                | 48,20 | q  |
| 4. | 8     | CJ Allen           | Egyesült Államok     | 48,44 |    |
| 5. | 3     | Emil Agyekum       | Németország          | 48,78 |    |
| 6. | 9     | Alessandro Sibilio | Olaszország          | 48,79 |    |
| 7. | 6     | Malik James-King   | Jamaica              | 48,85 |    |
| 8. | 2     | Berke Akçam        | Törökország          | 49,12 |    |

3. elődöntő
| H  | Pálya | Név               | Nemzet           | E     | Mj |
| -- | ----- | ----------------- | ---------------- | ----- | -- |
| 1. | 5     | Rai Benjamin      | Egyesült Államok | 47,85 | Q  |
| 2. | 8     | Roshawn Clarke    | Jamaica          | 48,34 | Q  |
| 3. | 7     | Wilfried Happio   | Franciaország    | 48,66 |    |
| 4. | 6     | Matheus Lima      | Brazília         | 49,08 |    |
| 5. | 4     | Wiseman Mukhobe   | Kenya            | 49,22 |    |
| 6. | 3     | Carl Bengtström   | Svédország       | 49,56 |    |
| 7. | 2     | Gerald Drummond   | Costa Rica       | 49,68 |    |
| 8. | 9     | Alastair Chalmers | Nagy-Britannia   | 56,52 |    |

### Döntő
| H     | Pálya | Név               | Nemzet               | E     | Mj  |
| ----- | ----- | ----------------- | -------------------- | ----- | --- |
| Arany | 8     | Rai Benjamin      | Egyesült Államok     | 46,46 | =SB |
| Ezüst | 7     | Karsten Warholm   | Norvégia             | 47,06 |     |
| Bronz | 3     | Alison dos Santos | Brazília             | 47,26 |     |
| 4.    | 5     | Clément Ducos     | Franciaország        | 47,76 |     |
| 5.    | 6     | Kyron McMaster    | Brit Virgin-szigetek | 47,79 | SB  |
| 6.    | 2     | Abderrahman Samba | Katar                | 47,98 |     |
| 7.    | 4     | Rasmus Mägi       | Észtország           | 52,53 |     |
| –     | 9.    | Roshawn Clarke    | Jamaica              | DNF   |     |